# ライデン火口

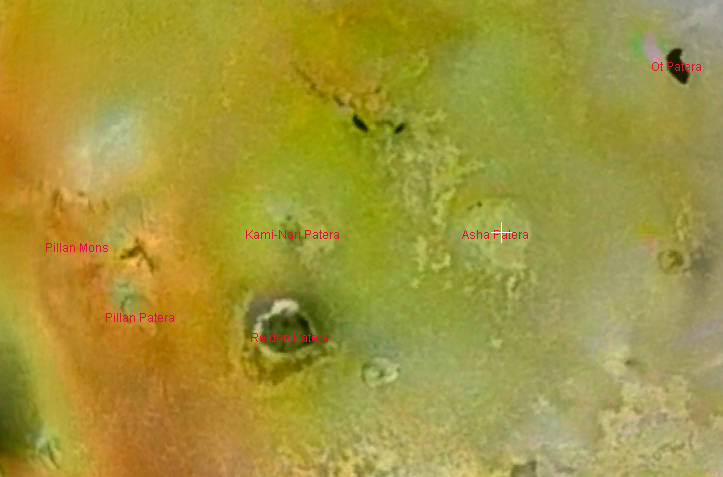
NASA World Windによる画像

ライデン火口（ライデンかこう）は、木星の衛星イオにある火山地形。探査機ガリレオのSSIチームが、ガリレオの木星を公転する最初の軌道で最初に検出され、最初はホットスポットだと思われた。当時は、そこの活動は止まっているか、探査機の固体撮像機や近赤外線分光器が検出できないほどにまで弱まっていると考えられた。しかし、2002年に、ガリレオの軌道の24周目以降、ライデン火口がかなり暗くなっていることが発見された。ライデン火口は明るい赤色の火砕流を放出し続けていたのである。ライデン火口は南緯13度24分 西経235度27分 / 南緯13.4度 西経235.45度にあり、直径は70 kmである。ライデン火口の名は日本の雷神に由来する。東にアシャ火口が、北にはカミナリ火口がある。